# كارما (فلم)
كارما تشويق وإثارة مصري من إنتاج سنة 2018. الفيلم من إخراج وتأليف وإنتاج  خالد يوسف،  ومن بطولة عمرو سعد، وخالد الصاوي، وغادة عبد الرازق، وماجد المصري، وزينة.

## ملخص القصة
- تتناول الأحداث في خطوط متوازية، وبشكل متشابك حياة رجلين أحدهما رجل مسلم غني يُدعى (أدهم) تتملكه الطبقية المفرطة، والأخر رجل مسيحي فقير يُدعى (وطني) يحلم بالثراء، والحصول على كنز، تحدث مفارقة في حياتهما، ويحتل كلا منهما مكان الأخر.

## طاقم التمثيل
- عمرو سعد
- خالد الصاوي
- غادة عبد الرازق
- ماجد المصري
- زينة
- وفاء عامر
- إيهاب فهمي
- مجدي كامل
- دلال عبد العزيز
- عمر زهران
- سارة التونسي
- نور الدريني
- حسن حرب
- بيرلا محمد
- يوسف الحسيني
- مصطفى درويش
- محمد يسري
- يسرا المسعودي

## الإنتاج
كتب خالد يوسف قصة وسيناريو الفيلم، وكان الفيلم من إخراج خالد يوسف أيضا وإنتاجه أيضا.